# Primera División de Argentina
Primera División de Argentina (eller Liga Profesional de Fútbol, LPF) är Argentinas högsta division i fotboll, och styrs av Argentinas fotbollsförbund.
Ligan är väldigt högt rankad av International Federation of Football History & Statistics (International Federation of Football History and Statistics) och låg 1999–2003 bland de fem bästa fotbollsligorna i världen. Primera División har tagit fram stora spelare som senare har hamnat i andra toppligor som La Liga (Spanien), Serie A (Italien), Campeonato Brasileiro (Brasilien), Premier League (England), Bundesliga (Tyskland) och Primeira Liga (Portugal).

## Spelsystem
Under åren 1991–2012 spelade man med seriesystemet Apertura och Clausura där man utsåg två mästare samt en mästare för hela säsongen. De tjugo lagen spelade två turneringar om året: Clausura (februari–juni) och Apertura (augusti–december). Säsongen 2012/2013 ändrade man i upplägget av ligan för att enbart utse en slutsegrare. Säsongen 2025 återinfördes systemet med Apertura och Clausura.

## Deltagande lag 2025
| Lag                     | Provins             | Ort                 | Arena                               | Kapacitet |
| ----------------------- | ------------------- | ------------------- | ----------------------------------- | --------- |
| Aldosivi                | Buenos Aires        | Mar del Plata       | José María Minella                  | 35 180    |
| Argentinos Juniors      | Buenos Aires        | Buenos Aires        | Diego Armando Maradona              | 25 000    |
| Atlético Tucumán        | Tucumán             | Tucumán             | Monumental José Fierro              | 32 700    |
| Banfield                | Buenos Aires        | Banfield            | Florencio Sola                      | 34 901    |
| Barracas Central        | Buenos Aires        | Buenos Aires        | Claudio Chiqui Tapia                | 4 400     |
| Belgrano                | Córdoba             | Córdoba             | El Gigante de Alberdi               | 30 000    |
| Boca Juniors            | Buenos Aires        | Buenos Aires        | La Bombonera                        | 54 000    |
| Central Córdoba         | Santiago del Estero | Santiago del Estero | Único Madre de Ciudades             | 30 000    |
| Central Córdoba         | Santiago del Estero | Santiago del Estero | Alfredo Terrera                     | 16 000    |
| Defensa y Justicia      | Buenos Aires        | Florencio Varela    | Norberto "Tito" Tomaghello          | 12 000    |
| Deportivo Riestra       | Buenos Aires        | Buenos Aires        | Guillermo Laza                      | 3 000     |
| Estudiantes             | Buenos Aires        | La Plata            | Jorge Luis Hirschi                  | 30 000    |
| Gimnasia y Esgrima      | Buenos Aires        | La Plata            | Juan Carmelo Zerillo                | 24 544    |
| Godoy Cruz              | Mendoza             | Godoy Cruz          | Feliciano Gambarte                  | 14 000    |
| Godoy Cruz              | Mendoza             | Godoy Cruz          | Malvinas Argentinas                 | 42 000    |
| Huracán                 | Buenos Aires        | Buenos Aires        | Tomás Adolfo Ducó                   | 48 314    |
| Independiente           | Buenos Aires        | Avellaneda          | Libertadores de América             | 52 853    |
| Independiente Rivadavia | Mendoza             | Mendoza             | Bautista Gargantini                 | 24 000    |
| Instituto               | Córdoba             | Córdoba             | Juan Domingo Perón                  | 26 535    |
| Lanús                   | Buenos Aires        | Lanús               | Ciudad de Lanús – Néstor Díaz Pérez | 46 619    |
| Newell's Old Boys       | Santa Fe            | Rosario             | Marcelo Bielsa                      | 38 095    |
| Platense                | Buenos Aires        | Florida             | Ciudad de Vicente López             | 28 530    |
| Racing                  | Buenos Aires        | Avellaneda          | El Cilindro                         | 55 389    |
| River Plate             | Buenos Aires        | Buenos Aires        | Más Monumental                      | 83 196    |
| Rosario Central         | Santa Fe            | Rosario             | Gigante de Arroyito                 | 41 654    |
| San Lorenzo             | Buenos Aires        | Buenos Aires        | Pedro Bidegain                      | 39 494    |
| San Martín              | San Juan            | San Juan            | Ingeniero Hilario Sánchez           | 26 500    |
| Sarmiento               | Buenos Aires        | Junín               | Eva Perón                           | 19 000    |
| Talleres                | Córdoba             | Córdoba             | Mario Alberto Kempes                | 57 000    |
| Tigre                   | Buenos Aires        | Victoria            | José Dellagiovanna                  | 26 282    |
| Unión                   | Santa Fe            | Santa Fe            | 15 de Abril                         | 22 852    |
| Vélez Sarsfield         | Buenos Aires        | Buenos Aires        | José Amalfitani                     | 45 540    |

## Upp- och nedflyttning
Upp- och nedflyttningar baseras på ett genomsnittsvärde. Vid slutet av varje säsong flyttas de två lagen med det sämsta genomsnittet de senaste tre åren ner och de två bästa ur underliggande division flyttas upp. Lagen på placeringarna 17 och 18 i Primera División spelar en bäst-av-tre-match (kallad promoción) med lagen på placeringarna 4 och 3, respektive. Vinner ett lag i andradivisionen sin match så flyttas de upp och motståndarna (i högstadivisionen) flyttas ned. Därmed varierar antalet nya lag i Primera División mellan två och fyra. Nyligen uppflyttade lag använder bara genomsnittet från de säsongerna sedan uppflyttningen.
Systemet med genomsnittsvärden infördes 1983.

## Anmärkningslista
1. 1 2 3 4 5 6 7 8  Huvudstaden Buenos Aires ingår inte i provinsen med samma namn och utgör därmed en autonom stad.